# Cuilápam de Guerrero
Cuilapan de Guerrero è un comune del Messico, situato nello stato di Oaxaca.